# ハイルオト島

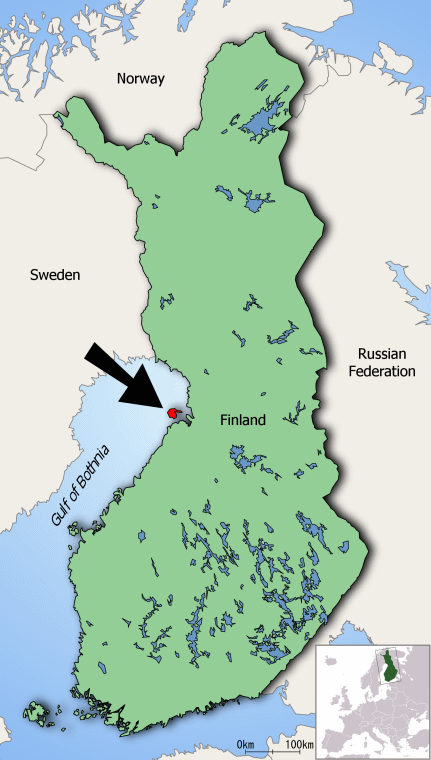
ハイルオトの位置

ハイルオト島（フィンランド語:Hailuoto、スウェーデン語:Karlö）は、フィンランド、ボスニア湾の島。オウル州に属する。オウルの近くに位置する。対岸の町オウルンサロとの間を定期フェリーが往復する。冬期は、凍ったボスニア湾の上を自動車で移動する。人口はおよそ1000人。

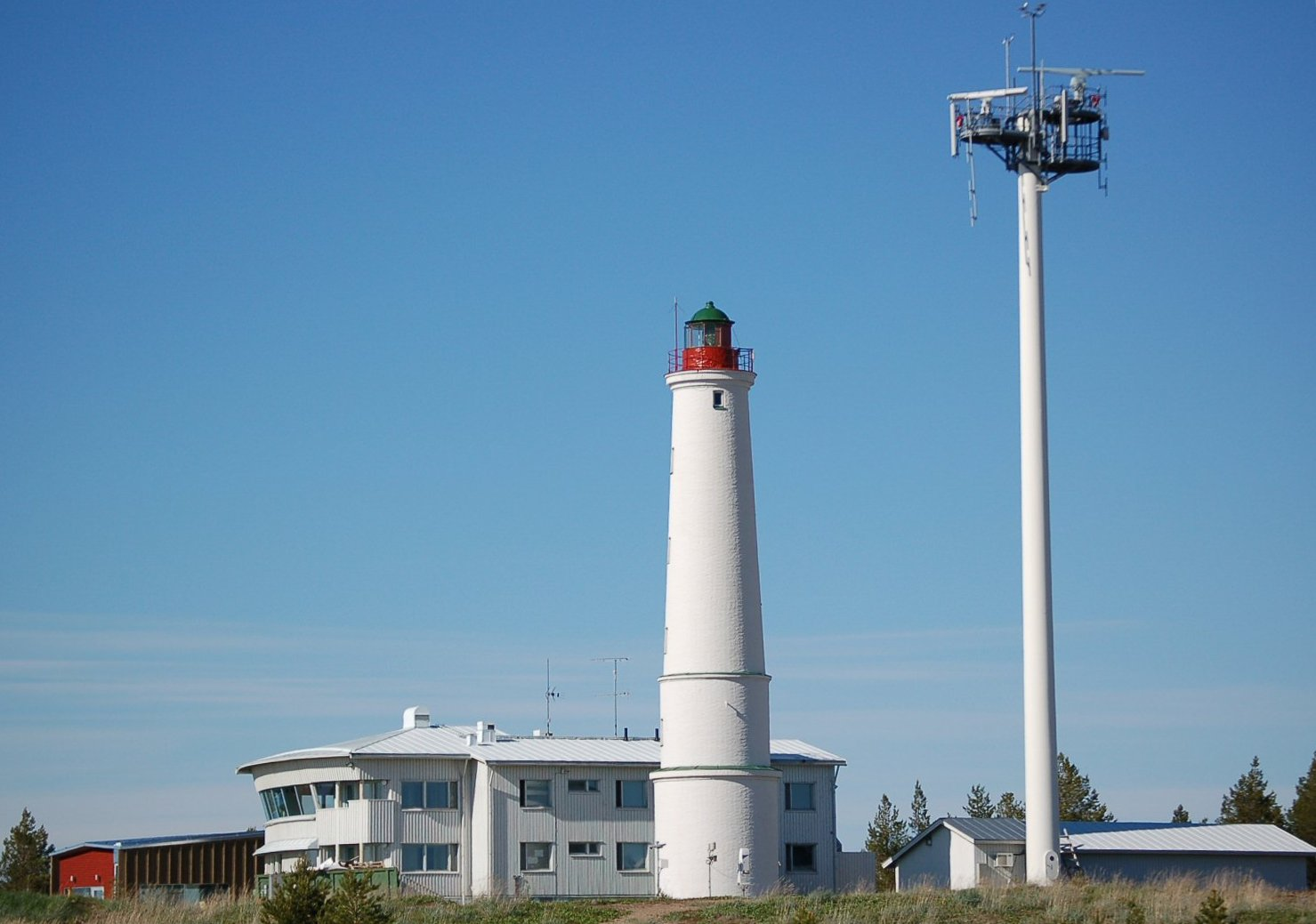
マルジャニエミ灯台

島は氷河期後に隆起したと考えられ、およそ1700年前にバルト海から現れたとされる。現在のハイルオト島は、いくつもの小島が集まってできあがった。島の地名であるサントネンとハンヒネンがハイルオト島とつながったのは、わずか2世紀前のことである。ハンヒネンと島の間にある湿地キルコッサルミは、保護対象となっている野鳥の隠れ家となっており非常に重要である。島の湿地、北部のエスカー、海岸（ヨシの茂った湾、海岸の草地、砂浜海岸、ラグーン）、砂丘などはカワアイサ、ホオジロガモ属などの鳥類の生息地として、2004年にラムサール条約登録地となった。